# Lomariopsis kunzeana
Lomariopsis kunzeana là một loài thực vật có mạch trong họ Lomariopsidaceae. Loài này được (Underw.) Holttum mô tả khoa học đầu tiên năm 1940.